# Ittenheim
Ittenheim település Franciaországban, Bas-Rhin megyében. Lakosainak száma 2081 fő (2022. január 1.). Ittenheim Hurtigheim, Achenheim, Breuschwickersheim, Dingsheim, Furdenheim, Handschuheim, Oberschaeffolsheim, Osthoffen és Stutzheim-Offenheim községekkel határos.

## Népesség
A település népességének változása:
| Lakosok száma | 2161 | 2120 | 2163 | 2111 | 2112 | 2112 | 2098 | 2093 | 2081 |
|               | 2013 | 2015 | 2016 | 2017 | 2018 | 2019 | 2020 | 2021 | 2022 |